# Krokodillen
Krokodillen (Crocodylus) zijn een geslacht van krokodilachtigen (Crocodilia) uit de familie echte krokodillen (Crocodylidae).

## Naam en indeling
De wetenschappelijke naam van de groep werd voor het eerst voorgesteld door Josephus Nicolaus Laurenti in 1768. De naam Crocodylus is afgeleid van het Griekse woord krokodeilos, dat 'worm met steentjes' betekent.
Met dertien soorten is dit het grootste geslacht van alle krokodilachtigen.

## Verspreiding en habitat
Krokodillen komen rond de evenaar vrijwel wereldwijd voor, maar alleen in tropische en subtropische gebieden. Krokodillen komen voor in Azië, Afrika, Australië en Noord- en Zuid-Amerika. Fossielen van een vijftal uitgestorven soorten zijn eveneens over de wereld aangetroffen. De habitat bestaat vrijwel altijd uit verschillende typen draslanden, slechts drie soorten komen ook langs de kust voor in estuaria. Alleen de zeekrokodil is een uitgesproken zeebewoner.

## Beschermingsstatus
Door de internationale natuurbeschermingsorganisatie IUCN is aan elf soorten een beschermingsstatus toegewezen. Vijf soorten worden beschouwd als 'veilig' (Least Concern of LC), twee soorten als 'kwetsbaar' (Vulnerable of VU) en vier soorten staan te boek als 'ernstig bedreigd' (Critically Endangered of CR).

## Cladogram
Onderstaand een schematisch overzicht van de verwantschappen tussen de verschillende moderne geslachten van de krokodilachtigen.
|  | \| \| Caiman \| \| \| \| \| \| Melanosuchus \| \| \| \| |
|  |                                                         |
|  | Paleosuchus                                             |
|  |                                                         |
|  | Caiman                                                  |
|  |                                                         |
|  | Melanosuchus                                            |
|  |                                                         |

|  | Caiman       |
|  |              |
|  | Melanosuchus |
|  |              |

|  | \| \| Caiman \| \| \| \| \| \| Melanosuchus \| \| \| \| |
|  |                                                         |
|  | Paleosuchus                                             |
|  |                                                         |
|  | Caiman                                                  |
|  |                                                         |
|  | Melanosuchus                                            |
|  |                                                         |

|  | Caiman       |
|  |              |
|  | Melanosuchus |
|  |              |

|  | Crocodylus                                                |
|  |                                                           |
|  | \| \| Mecistops \| \| \| \| \| \| Osteolaemus \| \| \| \| |
|  |                                                           |
|  | Mecistops                                                 |
|  |                                                           |
|  | Osteolaemus                                               |
|  |                                                           |

|  | Mecistops   |
|  |             |
|  | Osteolaemus |
|  |             |

|  | Gavialis  |
|  |           |
|  | Tomistoma |
|  |           |

|  | Crocodylus                                                |
|  |                                                           |
|  | \| \| Mecistops \| \| \| \| \| \| Osteolaemus \| \| \| \| |
|  |                                                           |
|  | Mecistops                                                 |
|  |                                                           |
|  | Osteolaemus                                               |
|  |                                                           |

|  | Mecistops   |
|  |             |
|  | Osteolaemus |
|  |             |

|  | Gavialis  |
|  |           |
|  | Tomistoma |
|  |           |

|  | \| \| Caiman \| \| \| \| \| \| Melanosuchus \| \| \| \| |
|  |                                                         |
|  | Paleosuchus                                             |
|  |                                                         |
|  | Caiman                                                  |
|  |                                                         |
|  | Melanosuchus                                            |
|  |                                                         |

|  | Caiman       |
|  |              |
|  | Melanosuchus |
|  |              |

|  | \| \| Caiman \| \| \| \| \| \| Melanosuchus \| \| \| \| |
|  |                                                         |
|  | Paleosuchus                                             |
|  |                                                         |
|  | Caiman                                                  |
|  |                                                         |
|  | Melanosuchus                                            |
|  |                                                         |

|  | Caiman       |
|  |              |
|  | Melanosuchus |
|  |              |

|  | Crocodylus                                                |
|  |                                                           |
|  | \| \| Mecistops \| \| \| \| \| \| Osteolaemus \| \| \| \| |
|  |                                                           |
|  | Mecistops                                                 |
|  |                                                           |
|  | Osteolaemus                                               |
|  |                                                           |

|  | Mecistops   |
|  |             |
|  | Osteolaemus |
|  |             |

|  | Gavialis  |
|  |           |
|  | Tomistoma |
|  |           |

|  | Crocodylus                                                |
|  |                                                           |
|  | \| \| Mecistops \| \| \| \| \| \| Osteolaemus \| \| \| \| |
|  |                                                           |
|  | Mecistops                                                 |
|  |                                                           |
|  | Osteolaemus                                               |
|  |                                                           |

|  | Mecistops   |
|  |             |
|  | Osteolaemus |
|  |             |

|  | Gavialis  |
|  |           |
|  | Tomistoma |
|  |           |

## Soorten
| Moderne soorten (13)                             | Moderne soorten (13)                    | Moderne soorten (13) | Moderne soorten (13) |
| Naam                                             | Auteur                                  | Verspreidingsgebied | Verspreidingsgebied |
| ------------------------------------------------ | --------------------------------------- | --- | --- |
| Spitssnuitkrokodil (Crocodylus acutus)           | Cuvier, 1807                            | Noord- en Zuid-Amerika; Verenigde Staten (Florida), Mexico, Belize, Costa Rica, Ecuador, El Salvador, Guatemala, Honduras, Nicaragua, Panama, Kaaimaneilanden, Cuba, Dominicaanse Republiek, Haïti, Hispaniola, Jamaica, Martinique, Trinidad, Colombia, Peru en Venezuela | Noord- en Zuid-Amerika; Verenigde Staten (Florida), Mexico, Belize, Costa Rica, Ecuador, El Salvador, Guatemala, Honduras, Nicaragua, Panama, Kaaimaneilanden, Cuba, Dominicaanse Republiek, Haïti, Hispaniola, Jamaica, Martinique, Trinidad, Colombia, Peru en Venezuela |
| Crocodylus halli                                 | Murray, Russo, Zorrilla & McMahan, 2019 | Azië; Papoea-Nieuw-Guinea | Azië; Papoea-Nieuw-Guinea |
| Orinocokrokodil (Crocodylus intermedius)         | Graves, 1819                            | Zuid-Amerika; Colombia, Venezuela, Kleine Antillen (Grenada), mogelijk in Trinidad en Tobago | Zuid-Amerika; Colombia, Venezuela, Kleine Antillen (Grenada), mogelijk in Trinidad en Tobago |
| Australische krokodil (Crocodylus johnsoni)      | Krefft, 1873                            | Australië (Noordelijk Territorium, Queensland, West-Australië) | Australië (Noordelijk Territorium, Queensland, West-Australië) |
| Filipijnse krokodil (Crocodylus mindorensis)     | Schmidt, 1935                           | Azië; Filipijnen | Azië; Filipijnen |
| Bultkrokodil (Crocodylus moreletii)              | Duméril & Bibron, 1851                  | Midden-Amerika; Belize, Guatemala, Mexico | Midden-Amerika; Belize, Guatemala, Mexico |
| Nijlkrokodil (Crocodylus niloticus)              | Laurenti, 1768                          | Afrika; Angola, Benin, Botswana, Burkina Faso, Burundi, Kameroen, Centraal-Afrikaanse Republiek, Tsjaad, Congo-Kinshasa, Congo-Brazzaville, Egypte, Ethiopië, Equatoriaal-Guinea, Gabon, Gambia, Ghana, Guinea, Guinee-Bissau, Ivoorkust, Kenia, Liberia, Madagaskar, Malawi, Mali, Mauritanië, Mozambique, Namibië, Niger, Nigeria, Rwanda, Senegal, Sierra Leone, Somalië, Zuid-Afrika, Soedan, Swaziland, Tanzania, Togo, Oeganda, Zambia, Zimbabwe | Afrika; Angola, Benin, Botswana, Burkina Faso, Burundi, Kameroen, Centraal-Afrikaanse Republiek, Tsjaad, Congo-Kinshasa, Congo-Brazzaville, Egypte, Ethiopië, Equatoriaal-Guinea, Gabon, Gambia, Ghana, Guinea, Guinee-Bissau, Ivoorkust, Kenia, Liberia, Madagaskar, Malawi, Mali, Mauritanië, Mozambique, Namibië, Niger, Nigeria, Rwanda, Senegal, Sierra Leone, Somalië, Zuid-Afrika, Soedan, Swaziland, Tanzania, Togo, Oeganda, Zambia, Zimbabwe |
| Nieuw-Guinese krokodil (Crocodylus novaeguineae) | Schmidt, 1928                           | Azië; Indonesië, Papoea-Nieuw-Guinea | Azië; Indonesië, Papoea-Nieuw-Guinea |
| Moeraskrokodil (Crocodylus palustris)            | Lesson, 1831                            | Azië; Bangladesh, Iran, India, Nepal, Pakistan, Sri Lanka | Azië; Bangladesh, Iran, India, Nepal, Pakistan, Sri Lanka |
| Zeekrokodil (Crocodylus porosus)                 | Schneider, 1801                         | Australië en Azië; Bangladesh, Brunei, Cambodja, China, de Filipijnen, in India, Indonesië, Maleisië, Myanmar, Palau, Papoea-Nieuw-Guinea, op de Salomonseilanden, in Singapore, Sri Lanka, Thailand, Vanuatu en Vietnam | Australië en Azië; Bangladesh, Brunei, Cambodja, China, de Filipijnen, in India, Indonesië, Maleisië, Myanmar, Palau, Papoea-Nieuw-Guinea, op de Salomonseilanden, in Singapore, Sri Lanka, Thailand, Vanuatu en Vietnam |
| Ruitkrokodil (Crocodylus rhombifer)              | Cuvier, 1807                            | Caraïben; Cuba | Caraïben; Cuba |
| Siamese krokodil (Crocodylus siamensis)          | Schneider, 1801                         | Azië; Cambodja, Indonesië, Laos, Maleisië, Thailand, Vietnam, Brunei, Myanmar | Azië; Cambodja, Indonesië, Laos, Maleisië, Thailand, Vietnam, Brunei, Myanmar |
| Crocodylus suchus                                | Geoffroy, 1807                          | Afrika; Mauritanië, Benin, Nigeria, Niger, Kameroen, Tsjaad, Centraal-Afrikaanse Republiek, Equatoriaal-Guinea, Senegal, Mali, Guinea, Gambia, Burkina Faso, Ghana, Togo, Soedan | Afrika; Mauritanië, Benin, Nigeria, Niger, Kameroen, Tsjaad, Centraal-Afrikaanse Republiek, Equatoriaal-Guinea, Senegal, Mali, Guinea, Gambia, Burkina Faso, Ghana, Togo, Soedan |
| Uitgestorven soorten (5)                         |                                         | | |
| Naam                                             | Auteur                                  | Verspreidingsgebied | Periode |
| Crocodylus anthropophagus                        | Brochu et al., 2010                     | Afrika; Tanzania | Pleistoceen |
| Crocodylus checchiai                             | Maccagno, 1947                          | Afrika; Libië, Kenia | Mioceen - vroege Plioceen |
| Crocodylus falconensis                           | Scheyer et al., 2013                    | Zuid-Amerika; Venezuela | Plioceen |
| Crocodylus palaeindicus                          | Falconer, 1859                          | Azië; Pakistan, Myanmar, India | Mioceen - Plioceen |
| Crocodylus thorbjarnarsoni                       | Brochu & Storrs, 2012                   | Afrika; Kenia | Plioceen - Pleistoceen |